# António Barbosa Bacelar
António Barbosa Bacelar (* 1610 in Lissabon, Portugal; † 1663 ebenda) war ein portugiesischer Jurist und Schriftsteller. Er hatte hohe juristische Ämter inne und war vor allem als Historiker und Lyriker tätig. Er gehört zur barocken Epoche der portugiesischen Literatur.

## Leben
António Barbosa Bacelar wurde in eine wohlhabende Familie hineingeboren. Er verbrachte seine Schulzeit am Colégio de Santo Antão und studierte anschließend Rechtswissenschaften in Coimbra, wo er auch in Zivilrecht promovierte. Danach war er in hohen juristischen Ämtern tätig, so als Richter und Gerichtspräsident, vor allem in Castelo Branco, Évora, Porto und Lissabon. 
Wohl als Ausgleich für seine juristische Tätigkeit war er schriftstellerisch tätig. Zahlreiche historische und kulturelle Schriften sowie poetische Werke entstanden. Während seine historischen und kulturellen Abhandlungen als eigenständige Bücher erschienen, veröffentlichte er seine Lyrik ausschließlich in der bekannten Anthologie Fênix Renascida.
Seine bekanntesten Gedichte sind A morte de uma dama und A umas saudades. 

## Werk
- Relaçao Diaria do Sitio, o. J.
- Tomada da Forte Praça do Recife, 1654, (Abhandlung über Brasilien).
- Relaçao da Vitoria que alcancaram as armas do minto alto e poderoso rei Dom Afonso VI., 1659 (Abhandlung über eine Schlacht zur Zeit König Dom Alfons VI.)
- Uma e outra fortuna do Marques de Montalvor, Dom João de Mascarenhas, o. J.
- A Vida de Dom Francisco de Almeida (Über das Leben von Dom Francisco de Almeida), o. J.
- Helvia obsidione liberata, 1662.
- Oitava de Luis Vaz de Camões, (posthum), Jubiläumsschrift zum 80. Todesjahr von Camões, 1663.